# تراپیک (یوتا)
تراپیک (به انگلیسی: Tropic) شهری در ایالت یوتا کشور ایالات متحده آمریکا است که جمعیت آن در سرشماری سال ۲۰۱۰ میلادی، ۵۳۰ نفر بوده‌است.